# Грб Малдива
Грб Малдива је званични хералдички симбол Малдивске Републике.
Грб има облик амблема чији се приказ састоји од кокосове палме, полумесеца и две укрштене националне заставе.

## Опис
Стабло кокосове палме симбол је основе за живот народа Малдива. Оно је основна намирница која се у потпуности искориштава на скоро свим пољима, од медицине до коришћења у изградњи бродова. Полумесец и звезда симбол су ислама, доминантне религије на Малдивима.
На ленти испод централног дела амблема стоји натпис на арапском, „Држава Махал Дибијат“, име којим су Ибн Батута и остали арапски истраживачи називали Малдивска острва.